# 白腹短翅鸲

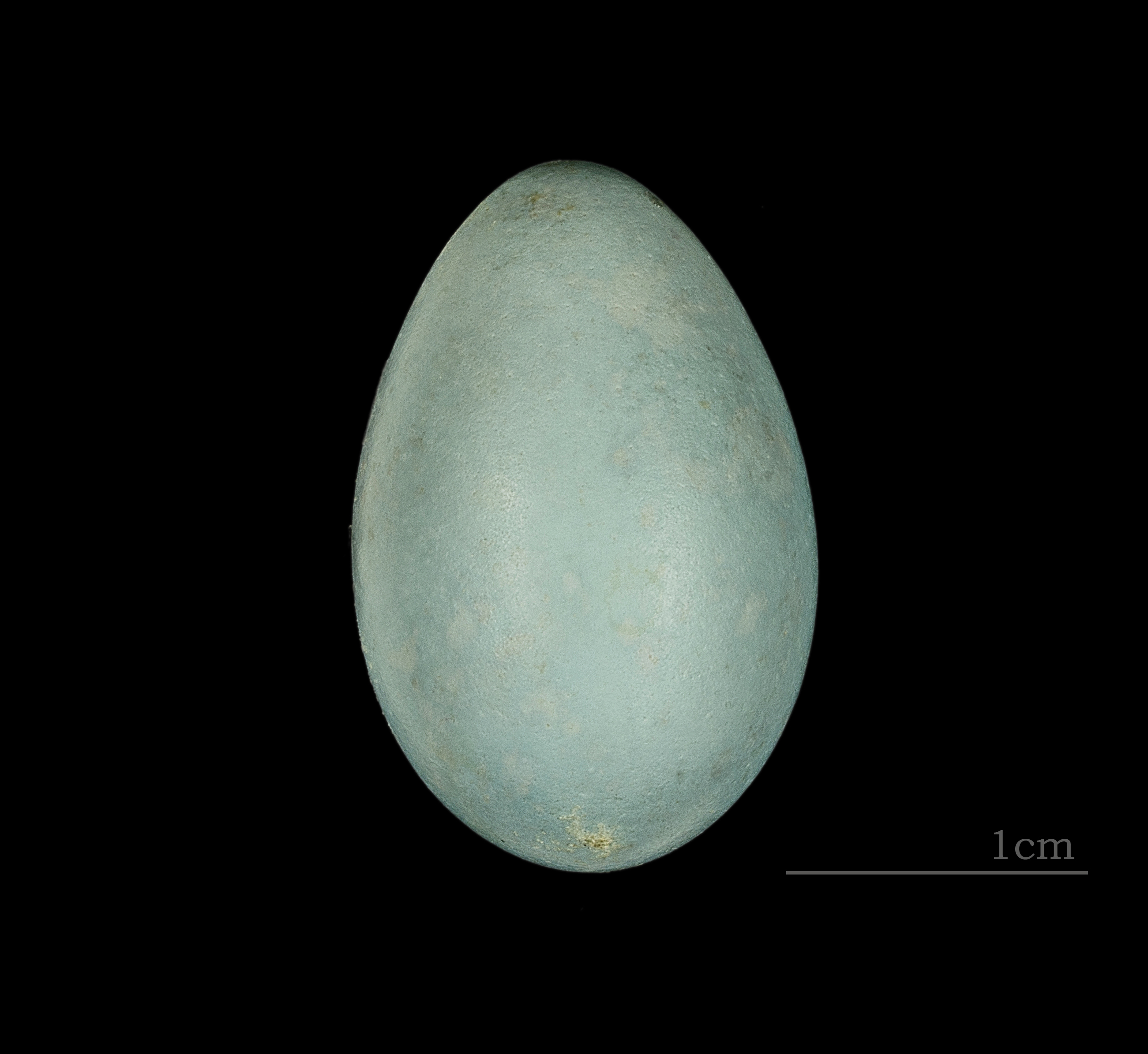
白腹短翅鸲

白腹短翅鸲（学名：Luscinia phaenicuroides）为鶲科短翅鸲属的鸟类，俗名短翅鸲。分布于巴基斯坦、印度、尼泊尔、不丹、孟加拉、缅甸、老挝、越南以及中国大陆的宁夏、甘肃、青海、陕西、湖北、四川、贵州、云南、西藏、河北等地，主要栖息于海拔1500-3000米处以及在某些地区栖息于海拔3000米以上的高山灌丛、林缘或茂密的竹林中。该物种的模式产地在尼泊尔。

## 亚种
- 白腹短翅鸲普通亚种（学名：Luscinia phaenicuroides ichangensis）。该物种的模式产地在湖北宜昌。[2]